# Carlos Leoni Rodrigues Siqueira Júnior
Carlos Leoni Rodrigues Siqueira Júnior, más conocido como Leoni ( Río de Janeiro, 8 de abril de 1961 ), es un cantante, compositor, músico y escritor brasileño .

## Carrera

### 1981–86: Kid Abelha
Comenzó a tocar el bajo a los 16 años, cuando formó su primer grupo de rock con amigos del colegio, llamado " Chrisma ".
En 1981 se inició como bajista y compositor principal de la banda Kid Abelha, junto a George Israel, Paula Toller, Alessandro Gonçalves que era un bajista que vivía en la ciudad de Peixe, y más tarde Bruno Fortunato .
Tuvo una relación sentimental con Paula Toller, pero en 1986, después de dos discos de oro, hubo un desacuerdo entre ambos. Los integrantes de Kid Abelha y Abóboras Selvagem fueron invitados a tocar la canción "A formula do Amor" (una sociedad entre Leo Jaime y Leoni) en un concierto de Leo Jaime, pero olvidaron llamar al escenario cuando se estaba interpretando la canción. Precisamente por Leoni, lo que llevó a la banda a tener una pelea interna que llevó al músico a distanciarse aún más de la banda.

### 1986-1992: Héroes de la Resistencia
En 1986, Leoni fundó Heróis da Resistência, donde fue vocalista y bajista. Con los Héroes lanzó tres álbumes, ganó un disco de oro y lanzó los éxitos " Só Pro Meu Prazer " y " Double de Corpo ".
Con el paso del tiempo y los objetivos de los miembros divergían, la banda se disolvió en 1993.

### 1993-presente: carrera en solitario
En 1993, emprendió una carrera en solitario, lanzando la canción " Garotos II " (en estilo pop/rock), que permaneció en las listas de éxitos de todo el país durante seis meses, lo que ya había ocurrido otras dieciséis veces, como " Fixação ". ", " Só pro Meu Pleasure ", " Como eu Quero ", " Exagerada ", " Doublé de Corpo " y " A Formula do Amor ". Ese mismo año triunfó con la canción " Carro e Grana ", que exaltaba el ritmo pop reggae del momento. Tuvo algunos socios de renombre como Cazuza, Herbert Vianna, Leo Jaime, Paula Toller, Roberto Frejat, Ney Matogrosso, Vinícius Cantuária, Ivan Lins, Paulinho Moska y Rodrigo Maranhão .
En 1995, lanzó el libro " Letras, Música y Otras Conversaciones ", en el que entrevista y conversa con ocho reconocidos artistas de su generación ( Renato Russo, Herbert Vianna, Lobão, Frejat, Adriana Calcanhotto, Marina Lima, Samuel Rosa y Nando Reis ) sobre el proceso de creación de compositores.
En 2002, luego de ocho años sin lanzar un disco completo, montó el sello Batuque Elegante a través del cual lanzó " Tú sabes lo que quiero decir ", un CD con nuevas canciones y ritmo brasileño. De este álbum se destacan " Fotografia ", " Tempora das Flores ", " As Cartas que Eu Não Mando " y " Melhor pra Mim ". Comenzó a hacer shows en Lonas Culturais y en algunos pequeños clubes como Pop Rock, en Belo Horizonte . Los espectáculos, pequeños al principio, empezaron a ganar una audiencia cautiva. En 2003, al darse cuenta de que el público no siempre reconocía sus canciones como propias, decidió grabar un CD recopilando su repertorio. Fue un proyecto destinado a informar al público sobre su contribución a la música brasileña. El disco recibió por ese motivo el nombre Audio-retrato, siendo producido por el maestro Eduardo Souto Neto, y contando con las apariciones de Leo Jaime en Lágrimas e Chuva, Dinho Ouro Preto en " Garotos II - O Outro Lado ", Rodrigo Maranhão en " Falando de Amor " y Herbert Vianna en la inédita " Canción para cuando vuelvas ", realizada por Leoni para su amigo tras el accidente aéreo. Publicado por Som Livre, el CD pronto se convirtió en un éxito de ventas e impulsó la carrera de Leoni, ampliando enormemente su audiencia y su agenda de conciertos.
En 2005, debido al éxito del álbum anterior, lanzó el CD y DVD " Ao Vivo ". Tanto el CD como el DVD alcanzaron ventas que le otorgaron disco de oro. Estos cuentan con la misma participación que Audio-retrato, además de que Herbert Vianna reinterpreta su primera colaboración con Leoni, " Por Que Não Eu?", que terminó en la banda sonora de la telenovela A Lua me Disse . En total se vendieron más de 85.000 CD y 50.000 DVD.
En 2006, Leoni grabó un nuevo disco llamado " Outro Futuro ", con un show previo al debut en Juiz de Fora, en el Cine Theatro Central y un show debut en Río de Janeiro, en Canecão . El tema principal es una colaboración con Daniel Lopes, su guitarrista y compañero en otras composiciones por venir. Tras la liberación, viajó a París con seis indios ashaninka (de Acre ), para grabar un documental y un concierto basado en su álbum. El DVD " Outro Futuro ", fue producido por TV Zero de Roberto Berliner y fue bien recibido por los fans.
En 2007, Leoni decidió utilizar Internet para acercarse a sus fans. Su primera herramienta fue una comunidad en el sitio de redes sociales Orkut, donde se convirtió en parte e interactuó con quienes estaban allí. Poco después surgió el deseo de trasladar el sistema utilizado en Orkut a su sitio web oficial. Allí, además de dar a conocer su trabajo, logró tener un mayor contacto con los fans. A mediados de 2008, Leoni decidió transformar su sitio web en su sello discográfico y distribuidor, poniendo una canción al mes a disposición de cualquier persona registrada en su sitio web, de forma gratuita. Cada canción viene con audio (en calidad normal y superior), letra, letra y un poco de historia de cómo fue compuesta y grabada. Hasta agosto de 2009, se habían publicado diez canciones, una de las cuales fue compuesta en colaboración con un fan, ganador de un concurso propuesto por Leoni. Por cierto, es con concursos y promociones que la cantante mueve el sitio, hoy con más de 30 mil registrados. El último concurso se realizó en colaboración con MPB FM, donde un fan, elegido por el público, cantó junto a Leoni la canción " Um Herói que Mata ", en la grabación del programa Palco MPB, emitido el 25 de agosto de 2009 .
En 2011, hizo una aparición especial en el CD <i id="mwiw">A Sociedade do Especionário</i>, de la banda O Teatro Mágico, en la canción número 15 del álbum, titulada "Nas Margens de Mim", compuesta junto al líder de la compañía, Fernando Anitelli . .
Finaliza la gira " A Noite Perfeita ", acompañado por el guitarrista Gustavo Corsi, el bajista italiano Andrea Spada y el baterista Lourenço Monteiro . Leoni lanzó su gira "Como Mudar o Mundo" en 2013, acompañado por la banda Furacão de Bolso.
El espectáculo "Notícias de Mim" debutó en 2015 en el Circo Voador, Río de Janeiro, para promocionar su obra homónima, financiada íntegramente por fans en un proyecto de financiación colectiva a través de Catarse .
La siguiente gira fue la 'Multiverso'. El nuevo espectáculo mezcla música, poesía y proyecciones. Además de los formatos tradicionales de espectáculos – voz/guitarra y con banda.
En 2020, con el aislamiento por el Covid-19, empezó a hacer vidas frecuentes en su canal de YouTube . Ese mismo año crea el colectivo sonoro Hipopótamo Alado, con los amigos Fabiano Calixto, Humberto Barros y Lourenço Monteiro.
En 2022 se fue de gira con "Tour Sucessos". En el mismo año, lanzó los sencillos “Defesa da Alegria”, canción desarrollada a partir de la traducción de Fabiano Calixto del poema Defesa de la Alegría, publicado en 1978 por el poeta uruguayo Mario Benedetti; y “O Ejercicio de la Pereza”, donde critica el productivismo capitalista.

## Discografía

### Kid Abelha
- 1983 - Pintura íntima / ¿Por qué no yo? (Sencillo) ( 12´LP )
- 1984 - Tu espía (LP, CD, K7 )
- 1984 - Como Eu Quero (Single) (7´LP)
- 1984 - Tu Espía (Single) (12´LP)
- 1984 - Nada Tanto Como Esto (Single) (12´LP)
- 1984 - Fijación (Single) (12´LP)
- 1985 - Alicia No Me Escribe Una Carta de Amor / ¿Por qué No Yo? (Single - Perú ) (7´LP)
- 1985 - Educación Sentimental (LP, CD, K7)
- 1985 - Lágrimas E Chuva Remix (Single) (12´LP)
- 1985 - Hoy No Voy / Fixacion (Single - Perú ) (7´LP)
- 1985 - Lágrimas Y Lluvia / Vamos A Invadir Sua Playa ( Ultraje A Rigor ) (Single - Perú) (7´LP)
- 1985 - Los Otros (Single) (12´LP)
- 1985 - Formula do Amor (Single de Leo Jaime Con participación especial) (12´LP)
- 1986 - Educación Sentimetal / Una Fórmula de Amor (Single - Perú) (7´LP)
- 1986 - Nada por Mim / Um Dia em Cem (Single) (12´LP)
- 1986 - Garotos / Educación Sentimental II Remix (Single) (12´LP)
- 1986 - Educación Sentimental II / Los Otros Remix (Single) 12´LP)
- 1986 - Educación Sentimental (Single) (12´LP)
- 1987 - Mañana es 23 (Single) (7´LP)
- 1990 - Grandes éxitos de los 80 [Colección] (LP, CD)
- 1993 - Generación Pop [Colección] (CD)
- 1995 - Generación Pop 2 [Colección] (CD)
- 1996 - Lo mejor de Kid Abelha - ¡2 es increíble! [Colección] (CD)
- 1996 - ¡2 rocas! [Colección] (CD)
- 1997 - Remix [Colección] (CD)
- 1997 - Pop Brasil [Colección] (CD)
- 1997 - Pop Brasil 2 [Colección] (CD)
- 1998 - ¡Música! Lo mejor de la música de Kid Abelha [Colección] (CD)
- 2000 - Enciclopedia de la Música Brasileña [Colección] (CD)
- 2000 - Colección electrónica - Éxitos y rarezas (Doble) [Colección] (CD)
- 2001 - Warner 25 Años [Colección] (CD)
- 2006 - Warner 30 años [Colección] (CD)

### Héroes de la Resistencia
- 1986 - Héroes de la Resistencia (LP, CD, L7)
- 1986 - Este Otro Mundo (Single) (12´LP)
- 1986 - Este Otro Mundo / Dijo No ( Inocentes ) (Single) (12´LP)
- 1986 - Só Pro Meu Prazer (Single) (12´LP)
- 1986 - Doble De Corpo (Single) (12´LP)
- 1987 - Nosferatu (Sencillo) (12´LP)
- 1988 - Religión (K7, LP)
- 1988 - Silencio (Single) (12´LP)
- 1988 - Contacto (Sencillo) (12´LP)
- 1988 - Bailando / Rap do Rei (Luni) (Single) (12´LP)
- 1990 - Héroes Tres (LP)
- 1990 - La Canción de Despedida (Single) (12´LP)
- 1990 - Di No (Single) (12´LP)
- 1990 - Lo que siempre quise (Single) (12´LP)
- 1995 - Generación Pop [Colección] (CD)
- 1997 - 2 ¡Es increíble! [Colección] (CD)
- 1997 - Pop Brasil [Colección] (CD)
- 1998 - ¡Música! Lo mejor de los héroes de la resistencia [Colección] (CD)
- 2001 - colección electrónica - Éxitos y rarezas (doble) [Colección] (CD)
- 2007 - Nueva Serie [Colección] (CD)

### Suelo
- 1993 - Leoni (CD, LP)
- 1993 - Carro e Grana (Single) (12´LP)
- 1994 - Garotos II (Single) (LP)
- 1994 - Hablando de amor (Single) (LP, CD)
- 1997 - Todo sobre el amor y la pérdida (EP) (CD)
- 2002 - Sabes a qué me refiero (CD)
- 2003 - Audio-Retrato (CD)
- 2005 - 2+1 [Colección] (2CD + DVD)
- 2005 - Leoni Ao Vivo (CD, DVD)
- 2006 - Otro Futuro (CD)
- 2008 - Da Pra Rir e Da Pra Chorar (Single) (Digital)
- 2009 - Um Herói Que Mata (Single) (Digital)
- 2010 - La Noche Perfecta (En Vivo) (CD)
- 2010 - Alucinadas (Con Frejat, Herbert Vianna y Leo Jaime ) (Digital)
- 2011 - Dos Sonrisas (Single) (Digital)
- 2012 - Para Dejarte Vivir (Single) (Digital)
- 2012 - Al Margen de Mí (Single) (Digital)
- 2012 - Asociaciones (EP) (CD)
- 2013 - Hôtel de Garlande (Single) (Digital)
- 2014 - Las cosas no caen del cielo (EP) (Digital)
- 2014 - Comigo Me Desavim (Single) (Digital)
- 2015 - Amar Un Poco Más (Single) (Digital)
- 2015 - La bondad genera bondad (Single) (Digital)
- 2015 - Amor Real (Single) (Digital)
- 2015 - Noticias mías (Digital, CD [Limitado])
- 2016 - A Primeira do Show (Single) (Digital)
- 2017 - Melhor Pra Mim – Acústico (Single) (Digital)
- 2018 - A Formula do Amor II (Con Leo Jaime) (Single) (Digital)
- 2018 - Hombre en un cobertizo (Single) (Digital)
- 2018 - Uniformes (Con Leo Jaime) (Single) (Digital)
- 2020 - Inexacto (Sencillo) (Digital)
- 2021 - Razón Para Amarte (Single) (Digital)
- 2021 - Siete de Septiembre (Single) (Digital)
- 2021 - Los Otros (Con Maranda) (Single) (Digital)
- 2022 - Chica, mañana por la mañana (Con André Abujmara, Antônio Leoni y Marisa Brito) (Single) (Digital)
- 2022 - O Exercicio Da Preguiça (Con Otro Futuro) (Single) (Digital)
- 2022 - Alegria É A Prova Dos 9 (Con Otro Futuro) (Single) (Digital)
- 2022 - Alegria É A Prova Dos Nine (Con Rodrigo Maranhão) (Single) (Digital)

### Colecciones
- 1982 - Roca voladora
- 1996 - Cantan Rita Lee
- 1999 - Homenaje a Cazuza
- 1999 - Meme y ellos
- 2002 - Súper Fantástico
- 2005 - Años 80: Multishow en vivo
- 2005 - Teletema Nacional - Vol.2
- 2009 - Un tributo a los Beatles'69, Vol.1 - Vuelve
- 2020 - Otra colección de frecuencias - Acústica

## enlaces externos
- Leoni en Facebook
- Leoni en Instagram
- Leoni en X (antes Twitter)
- Carlos Leoni Rodrigues Siqueira Júnior en YouTube.

- Datos: Q10317392